# Ibn Ishāq
Muhammad bin Ishāq [ɪbn ɪsˈħɑːq] (محمد بن إسحاق بن يسار بن خيار, DMG Muḥammad bin Isḥāq bin Yasār bin Ḫiyār, geb. um 704 in Medina; gest. 767 oder 768 in Bagdad) war ein muslimischer Geschichtsschreiber, der zum ersten Mal die Hadithe und Dokumente über das Leben des Propheten Mohammed in einem Buch mit einer durchdachten Struktur und Kapiteleinteilung zusammenstellte. Dieses Buch, das nicht im Original erhalten ist, sondern nur in späteren Rezensionen, Bearbeitungen und Auszügen, ist eine der wichtigsten Quellen für die frühe Geschichte des Islam und diente als Modell für alle späteren biographischen Werke über den Propheten. Die bekannteste Bearbeitung seines Werks ist die Sīra des Ibn Hischām. Sie hat später das Originalwerk verdrängt. Eine vollständige deutsche Übersetzung der Sīra liegt online vor, siehe unten.

## Leben
Ibn Ishaq war der Enkel von Yasār, der einer der ersten Gefangenen von ʿAyn at-Tamr im Irak im Jahre 633 bis 634 auf einem Feldzug von Chālid ibn al-Walīd war, und nach Mekka gesandt wurde, wo er an Qays ibn Machrama ibn al-Muṭṭalib ibn ʿAbd Manāf ibn Quṣayy versklavt wurde. Zum Islam konvertiert, wurde Yasār freigelassen und zu dessen Maulā, so erhielt er die nisba al-Muṭṭalibī. Seine drei Söhne waren alle als Verbreiter historischer Nachrichten bekannt.
Muhammad ibn Ishaq trat in die Fußstapfen seiner Onkel und seines Vaters und spezialisierte sich in der Sammlung der Geschichten und Legenden über das Leben der Propheten, über die Erschaffung der Welt und die Geschichten der arabischen Stämme in der vorislamischen Zeit. Schon der umayyadische Gelehrte az-Zuhrī, der 741/42 starb, soll ihn als die wichtigste Autorität auf dem Gebiet der Maghāzī, der Berichte über die Feldzüge des Propheten, gepriesen haben.
Zunächst wirkte Ibn Iṣḥāq in Medina. Im Jahre 737 begab er sich nach Alexandria, wo er sich dem Studium des Hadith widmete. Gegen 749 verkehrte er wieder in Gelehrtenkreisen seiner Heimatstadt Medina, wo er den Traditionarier Sufyān b. ʿUyaina traf, der nach ihm Traditionen überlieferte und seine Gelehrsamkeit schätzte.
Kurz darauf (749/750) verließ er aber Medina. Nach Brockelmann war es nicht die Machtübernahme der Abbasiden, die ihn dazu veranlasste, sondern die Feindschaft der öffentlichen Meinung in dieser Stadt, die ihm vorwarf, Urheber von Legenden und Gedichten über den Propheten Mohammed gewesen zu sein. Unter den Medinensern ist namentlich Mālik ibn Anas zu nennen, welcher ihn verdächtigt haben soll, schiitische Neigungen gehabt und die Lehre der Willensfreiheit des Menschen vertreten zu haben.
Zwischen 759 und 760 hielt sich Ibn Ishāq in der Dschazira auf, dann begab er sich zu dem Kalifen al-Mansur (reg. 754–775) nach al-Hira, bevor er sich schließlich in Bagdad niederließ. Im Auftrag des Kalifen stellte er ein Buch zusammen. In einem Bericht in der Geschichte Bagdads von al-Chaṭīb al-Baġdādī wird präzisiert, dass dieses für den Kronprinzen, den späteren Kalifen al-Mahdi, bestimmt war.

## Inhalt und Aufbau seines Werks
Der Inhalt des Werkes, das Ibn Iṣḥāq für al-Manṣūr zusammenstellte, wird unterschiedlich angegeben. Während der Biograph Muhammad ibn Saʿd im 9. Jahrhundert lediglich davon spricht, dass Ibn Iṣḥāq für al-Manṣūr die Maghāzī aufschrieb, erwähnt al-Chaṭīb al-Baghdādī im 11. Jahrhundert, dass der Kalif ihm den Auftrag gab, "ein Buch zu verfassen von der Erschaffung Adams bis zum heutigen Tag". Er und andere geben als Titel dieses Werk al-Kitāb al-kabīr („Das große Buch“) an und schreiben, dass es aus drei Teilen bestand:
- dem Kitāb al-Mubtadaʾ („Buch des Anfangs“), das den Zeitraum von der Weltschöpfung bis zum Auftreten Mohammeds behandelte,
- dem Kitāb al-Mabʿath („Buch der Entsendung“, nämlich des Propheten), das die mekkanische Periode des Propheten behandelte, und
- dem Kitāb al-Maghāzī („Buch der Feldzüge“), das die medinensische Periode und die Feldzüge des Propheten behandelte.

Einige Autoren erwähnen, dass dieses Sammelwerk noch einen vierten Teil enthielt, nämlich ein Kitāb al-Chulafāʾ („Buch der Kalifen“), das die Kalifenzeit bis zu al-Manṣūr behandelte. Der Widerspruch zwischen den Angaben bei ibn Saʿd und al-Chaṭīb al-Baghdādī wird in der modernen Forschung meist in der Weise gelöst, dass angenommen wird, dass der Titel Kitāb al-Maghāzī auch für das Sammelwerk benutzt wurde. Einige moderne westliche Autoren verwenden
für das Sammelwerk auch den Titel Sīra, doch ist dieser in der klassischen arabischen Literatur nicht bezeugt.
Für die beiden Teile von Ibn Isḥāqs Werk, die sich mit der Prophetenbiographie befassten, schreibt der Orientalist Josef Horovitz: „Das Traditionsmaterial, das ihm von seinen Lehrern überliefert worden war und das er mit zahlreichen von ihm selbst gesammelten Feststellungen erweiterte, stellte Ibn Isḥāq zu einer wohlgeordneten Darstellung des Lebens des Propheten zusammen.“ Er verstand es, „die Geschichte des Propheten und des neuen Glaubens in die Geschichte der göttlichen Offenbarung seit Anbeginn der Welt“ einzuordnen. Nach Schoeler waren die Teile zur Prophetenbiographie chronologisch angeordnet und mit Kapitelüberschriften versehen.
Keiner der oben genannten Teile des Sammelwerks ist allerdings im Original erhalten, vielmehr können ihr Inhalt und ihre Gestalt nur aus überlieferten Werken späterer Autoren erschlossen werden.
Das Kitāb al-Mubtadaʾ ist allein aus Zitaten und paraphrasierten Auszügen in Werken wie der Weltgeschichte und Korankommentar von at-Tabarī bekannt. G.D. Newby hat in seinem Buch The making of the last Prophet den Versuch unternommen, mit Hilfe solcher Zitate das Kitāb al-Mubtadaʾ zu rekonstruieren. Demnach wurde die Geschichte Abrahams in diesem Buch besonders detailreich und kunstvoll behandelt.
Diejenigen Teile seines Werks, die sich mit der Prophetenbiographie befassen, sind darüber hinaus auch durch Rezensionen (Riwāyāt) seiner Schüler sowie spätere Bearbeitungen bekannt. Sie werden im folgenden Abschnitt eingehender behandelt.

## Rezensionen und Bearbeitungen seiner Prophetenbiographie
Rezension des Yūnus ibn Bukair
Das Kitāb al-maġāzī ist auf 300 Manuskriptseiten (unvollständig) in der Rezension seines Schülers Yunus ibn Bukair (gest. 815) erhalten und von M. Hamidullah im Jahre 1976 herausgegeben worden. Das Werk beginnt mit der Genealogie Mohammeds und endet mit der islamischen Legende von Mohammeds Himmelfahrt. Auf die Existenz dieser Werkrezension hat erstmals der deutsche Orientalist Johann Fück hingewiesen.
Charakteristisch für diese Werkrezension sind die zahlreichen Ergänzungen durch Yunus ibn Bukair nach weiteren Quellen, die Ibn Ishāq selbst nicht benutzt hatte. Somit schuf Ibn Bukair ein eigenständiges Werk, das Ibn ʿAsākir in seiner biographischen Stadtgeschichte von Damaskus und Ibn Hadschar al-ʿAsqalānī in seinem Kommentar zu al-Buchārī unter dem Titel: Ziyadat al-maghazi زيادات المغازي / ziyādāt al-maġāzī / ‚Ergänzungen (zum Buch) der Feldzüge‘ mehrfach zitieren.
Rezension nach Muḥammad ibn Salama
Ein kurzes Fragment einer weiteren Rezension nach Muḥammad ibn Salama († 807) hat M. Hamidullah als Anhang zu seiner oben genannten Werkedition herausgegeben; es umfasst nur wenige Seiten und enthält eine Episode über den Feldzug nach Dhu Amarr, die in den einschlägigen Überlieferungen der Feldzüge Mohammeds nicht erhalten ist.
Bearbeitung des Ibn Hischām
In der zweiten Generation nach Ibn Ishāq hat ʿAbdalmalik ibn Hischām (gest. 834) sein Werk unter dem Titel Sirat Muhammad Rasulillah („Biographie Mohammeds des Gesandten Gottes“) überarbeitet. Ibn Hischām fügte zahlreiche Kommentare in den Text ein, nahm aber auch Kürzungen vor und ließ manche Gedichte weg. Diese Bearbeitung verdrängte nach einigen Jahrhunderten die Originalfassung Ibn Ishāqs, so dass sie im 13. Jahrhundert nicht mehr als eigenständiges Buch greifbar war.
Ibn Sayyid an-Nās
Eine weitere Bearbeitung des Werkes, die im frühen 14. Jahrhundert berühmt wurde, verfasste Ibn Sayyid an-Nās (geb. 1273; gest. 1334 in Kairo) unter dem Titel: Uyun al-athar fi funun al-maghazi wa-sch-schama'il wa-s-siyar / عيون الأثر في فنون المغازي والشمائل والسير / ʿuyūn al-aṯar fī funūn al-maġāzī wa-š-šamāʾil wa-s-siyar / ‚Die besten Nachrichten auf dem (Fach)gebiet der Feldzüge, der (guten) Eigenschaften (des Propheten) und (seiner) Lebensweise‘. Neben Ibn Ishaq zitiert er auch weitere Autoritäten der maghazi-Literatur aus dem 8. Jahrhundert, deren Werke heute nicht mehr vorliegen. Dieses Werk in zwei Bänden ist im Orient mehrfach (zuletzt in Beirut 1974) gedruckt worden.